# کارسون کرسلی
کارسون کرسلی (انگلیسی: Carson Kressley؛ زادهٔ ۱۱ نوامبر ۱۹۶۹) مجری تلویزیون، هنرپیشه، نویسنده، اهل ایالات متحده آمریکا است.
وی همچنین برندهٔ جوایزی همچون جایزه امی ساعات پربیننده شده‌است.